# Aerzen
Pour l’article homonyme, voir Aerzen (Basse-Saxe) pour la ville située en Basse-Saxe.
Créée en 1864 par Adolph Meyer, Aerzen est une entreprise industrielle allemande.
En 1868, elle produit le premier surpresseur à pistons rotatifs.
En 2009, son chiffre d'affaires s'est élevé à 230 millions d'euros. Le Groupe emploie 1 650 personnes dans le monde. Il est représenté sur tous les continents par plus de 30 filiales.

## Produits
Aerzen produit :
- compresseurs(*) ;
- surpresseurs ;
- compteurs à gaz.